# Solomon (Arizona)
Solomon es un lugar designado por el censo ubicado en el condado de Graham en el estado estadounidense de Arizona. En el Censo de 2010 tenía una población de 426 habitantes y una densidad poblacional de 790,77 personas por km².

## Geografía
Solomon se encuentra ubicado en las coordenadas 32°48′50″N 109°37′44″O / 32.81389, -109.62889. Según la Oficina del Censo de los Estados Unidos, Solomon tiene una superficie total de 0.54 km², de la cual 0.54 km² corresponden a tierra firme y (0%) 0 km² es agua.

## Demografía
Según el censo de 2010, había 426 personas residiendo en Solomon. La densidad de población era de 790,77 hab./km². De los 426 habitantes, Solomon estaba compuesto por el 84.27% blancos, el 0% eran afroamericanos, el 0.23% eran amerindios, el 1.41% eran asiáticos, el 0% eran isleños del Pacífico, el 11.27% eran de otras razas y el 2.82% pertenecían a dos o más razas. Del total de la población el 75.82% eran hispanos o latinos de cualquier raza.